# Neosybra clarkei
Neosybra clarkei là một loài bọ cánh cứng trong họ Cerambycidae.